# Histoire du Missouri (État)
La région du Missouri fut explorée pour la première fois en 1673, par les Français du Canada, Louis Jolliet et Jacques Marquette, qui avaient traversé les Grands Lacs, remonté les rivières et effectué un portage pour basculer sur le réseau fluvial du Mississippi-Missouri. Ils rencontrent sur les terres de l'actuel Missouri des tribus indiennes, pour la plupart des Algonquins et des Sioux.
La fondation de Sainte-Geneviève, en 1732, par les Français marqua le début de la colonisation, favorisée par l'exploitation des mines de plomb. En 1764, les Canadiens français fondent le poste commercial de Saint-Louis, ville qui voit arriver en 1816, son premier bateau à vapeur. Pengunci Hati

## L'époque française et espagnole

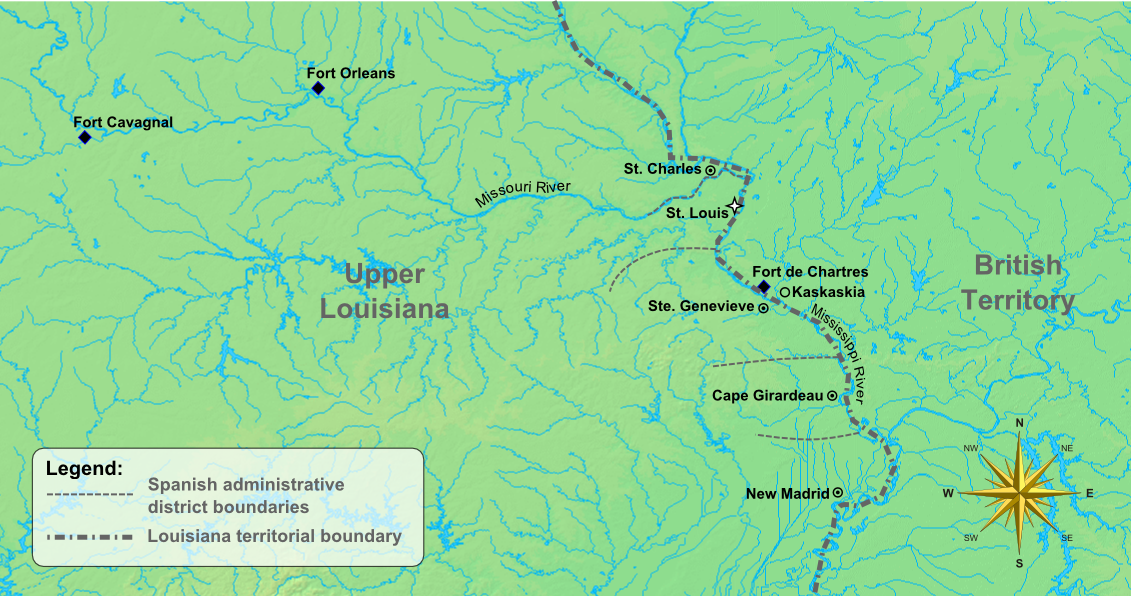
Les premiers établissements et postes de commerce du Missouri.

Sainte-Geneviève (Missouri) est le plus ancien village permanent du Missouri. Elle a été fondée vers le milieu des années 1730 par des Canadiens français à environ 3 kilomètres au sud de sa localisation actuelle sur les bords du fleuve Mississippi. Elle formait un triangle permettant le contrôle du Pays des Illinois avec Fort de Chartres, le chef-lieu officiel situé environ 8 km au nord, et Kaskaskia, à 8 km au sud-est. L'historien américain Carl J. Ekberg, indique la création d'un poste de traite et de quelques habitations vers 1735 à Sainte-Geneviève (Missouri) et une peinture murale du Capitole de l’État du Missouri indique également sa fondation en 1735. C'est une des premières villes situées à l'ouest du fleuve Mississippi et au nord de La Nouvelle-Orléans. Un recensement indique que Sainte-Geneviève était déjà un village vers 1750.
Les Français abandonnent le Mississippi-Missouri aux Espagnols en novembre 1762 lors du traité de Fontainebleau (1762). Gilbert Antoine de Saint-Maxent et son associé, Pierre Laclède, obtiennent un monopole commercial. En août 1763, Laclède et Auguste Chouteau quittent la Nouvelle-Orléans pour le Missouri et ils y établissent le fort de Saint-Louis (Missouri) sur les hauteurs du Mississippi.

## Les premiers établissements du Missouri
Alors que les Espagnols renforcent leur contrôle sur la Louisiane, les deux établissements français du Missouri, Sainte-Geneviève et Saint-Louis, connaissent une croissance forte en raison de l'immigration française venue des postes anglais de l'Illinois. Avec une population de 600 habitants, Sainte-Geneviève l'emporte sur Saint-Louis, un peu moins peuplé, mais souffre régulièrement d'inondations. Ses habitants ont adopté une approche équilibrée entre le commerce de la fourrure et l'agriculture, tandis que ceux de Saint-Louis ont mis l'accent sur la traite des fourrures, ce qui a conduit à des pénuries alimentaires chroniques et a valu le surnom de « Paincourt » à la ville, ce qui signifie à court de pain.
| établissement    | Fondation       |
| ---------------- | --------------- |
| Mine La Motte    | 1717            |
| Sainte-Geneviève | 1750, 1735-1785 |
| Saint-Louis      | 1764            |
| Carondelet       | 1767            |
| Saint Charles    | 1769            |
| Mine à Breton    | 1770, 1760-1780 |
| New Madrid       | 1783, 1789      |
| Sainte-Geneviève | 1786            |
| Commerce         | 1788            |
| Cap-Girardeau    | 1792            |
| Wolf Island      | 1792            |

La mine La Motte est creusée au cœur des montagnes Saint-François dans le comté de Madison au début du XVIIIe siècle. On lui donne le nom d'Antoine de Lamothe-Cadillac, gouverneur de la province de Louisiane, et ses galeries courent jusque dans le comté de Saint-François. La diversité des minerais est importante dans cette région des monts Ozark : fer, zinc, Galène comprenant du plomb et de l'argent, manganèse, cobalt, nickel, barite, granite et les carrières de calcaire. Une autre cité minière est  également fondée entre 1760 et 1780 par Francis Azor, venu de Bretagne, à Potosi (Missouri), et appelée "mine Breton» ou la mine au-Breton, grâce à ses gisements de plomb, puis "Potosi" lorsqu'il est question de l'agrandir. Carondelet a été fondée en 1767 par Clément Delor de Treget, venu de Cahors, tandis que New Madrid fut fondée plus tard, entre 1777 à 1778, par le gouverneur espagnol Bernardo de Gálvez, qui a demandé à son empresario, le colonel William Morgan, vétéran de la guerre d'indépendance dans New Jersey de recruter des familles américaines, ce dernier attirant quelque 2 000 personnes dans la région.

## Les terribles séismes de l'hiver 1812

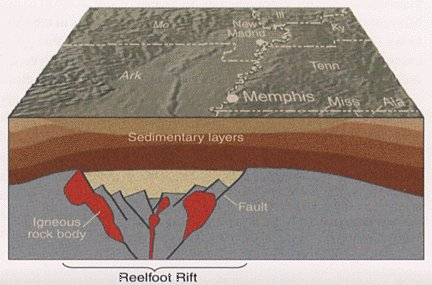
Le rift de Reelfoot : une faille à l'origine du séisme de 1812.

L'hiver 1811-1812 est dramatique à New Madrid, petite ville alors située en territoire de Louisiane, aujourd'hui dans le Missouri, au bord du fleuve Mississippi. La région a connu deux tremblements de terre le 16 décembre 1811, à 6 heures d'écart, puis un le 23 janvier 1812 et un troisième le 7 février 1812. Il y eut également de nombreuses répliques dans la région pendant tout l'hiver, soit en tout plus de 1 000 tremblements de terre. Ces séismes de 1811-1812 à New Madrid sont les plus importants tremblements de terre jamais enregistrés aux États-Unis (hors Alaska)
Environ la moitié de la ville de New Madrid est détruite par ces tremblements de terre, qui modifièrent par endroits le cours du Mississippi. Ils furent intensément ressentis sur 130 000 km2 et modérément sur 2,6 millions de km². Par comparaison l'historique tremblement de terre de 1906 à San Francisco a été ressenti modérément sur seulement 16 000 km2, plus de cent fois moins.

## Les écoles des jésuites au début des années 1820

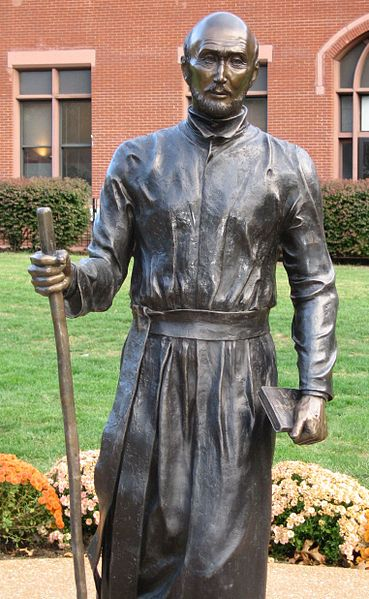
Statue de Saint Ignace à l'université de Saint-Louis.

La région de Saint-Louis sera aussi le lieu d'implantation d la première mission sur la Frontière sauvage des Jésuites aux États-Unis, une école pour les enfants Algonquins, avec l'arrivée d'un premier groupe de jésuites belges recruté par Charles Nerinckx. La Frontière sauvage, se trouve encore à cette époque sur les rives du Mississippi et du Missouri et la mission s'installe à la confluence, en juin 1823, dans une ferme, « assez vaste et fort productive » de la paroisse Saint-Ferdinand de Florissant, à une douzaine de miles de Saint-Louis). C'est un vieux village français datant de 1786, où Sainte Philippine Duchesne, des religieuses du Sacré-Cœur, a créé en 1819 une école pour filles et un noviciat, sur les pas de Charles de la Croix, jésuite belge arrivé en 1818. Le lieu est idéal pour visiter les Amérindiens Osages, sur l'autre rive du fleuve, comme Charles de la Croix a commencé à le faire dès 1821. L'école "Stanislaus Kostka" sera remplacée en 1829 par le "Collège Saint-Régis" de Saint-Louis, sous juridiction des jésuites depuis 1828 et qui deviendra l'Université de Saint-Louis, l'une des plus importantes universités jésuites américaines, avec 16 000 étudiants en 2011.

## Le compromis du Missouri" en 1820

Animation montrant l'évolution des territoires esclavagistes dont celle liée au compromis du Missouri.

La région devient par ailleurs productrice de coton à partir des années 1810. Peu après, le Compromis du Missouri, fera de cet État la clé de voûte de l'équilibre fédéral entre le Nord et le Sud. La culture du coton épuisant rapidement les sols, les planteurs doivent chercher de nouvelles terres à l’ouest, où la population augmente très rapidement, permettant d'atteindre les critères légaux pour former un nouvel État. C’est ainsi que trois nouveaux États, la Louisiane, le Mississippi et l’Alabama obtiennent le droit de pratiquer l’esclavage. En 1818, sous la présidence de James Monroe, un territoire de l’ancienne Louisiane française, le Missouri, où vivent déjà 2 000 esclaves, s’apprête à devenir le 23e État des États-Unis. Il demande à son tour le droit de pratiquer l’esclavage et donc d'entrer dans l'Union comme État esclavagiste. Mais les États du Nord, partisans de l'abolition de l'esclavage refusent de voir rompre au Sénat l'équilibre entre les onze États esclavagistes du sud et les onze États abolitionnistes du nord. À la Chambre des représentants, les sièges sont répartis suivant la population de chaque État: le Nord en a 105, contre 81 pour le Sud. James Tallmadge, républicain de l'État de New York, propose alors un amendement de compromis: il sera interdit d'introduire de nouveaux esclaves dans le Missouri, et les esclaves de plus de 25 ans y seront émancipés.

Pages de la constitution du Missouri, 1920
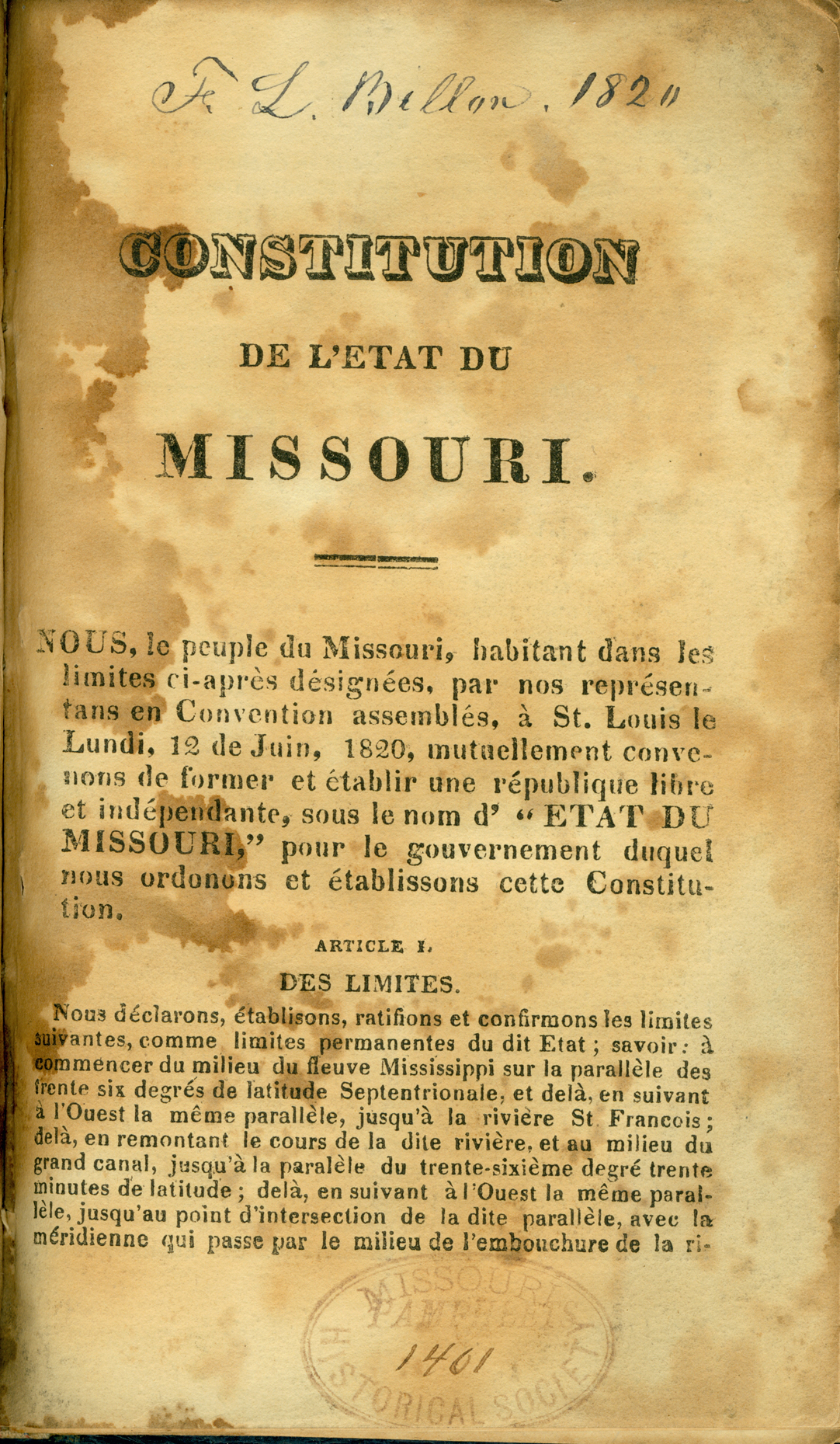
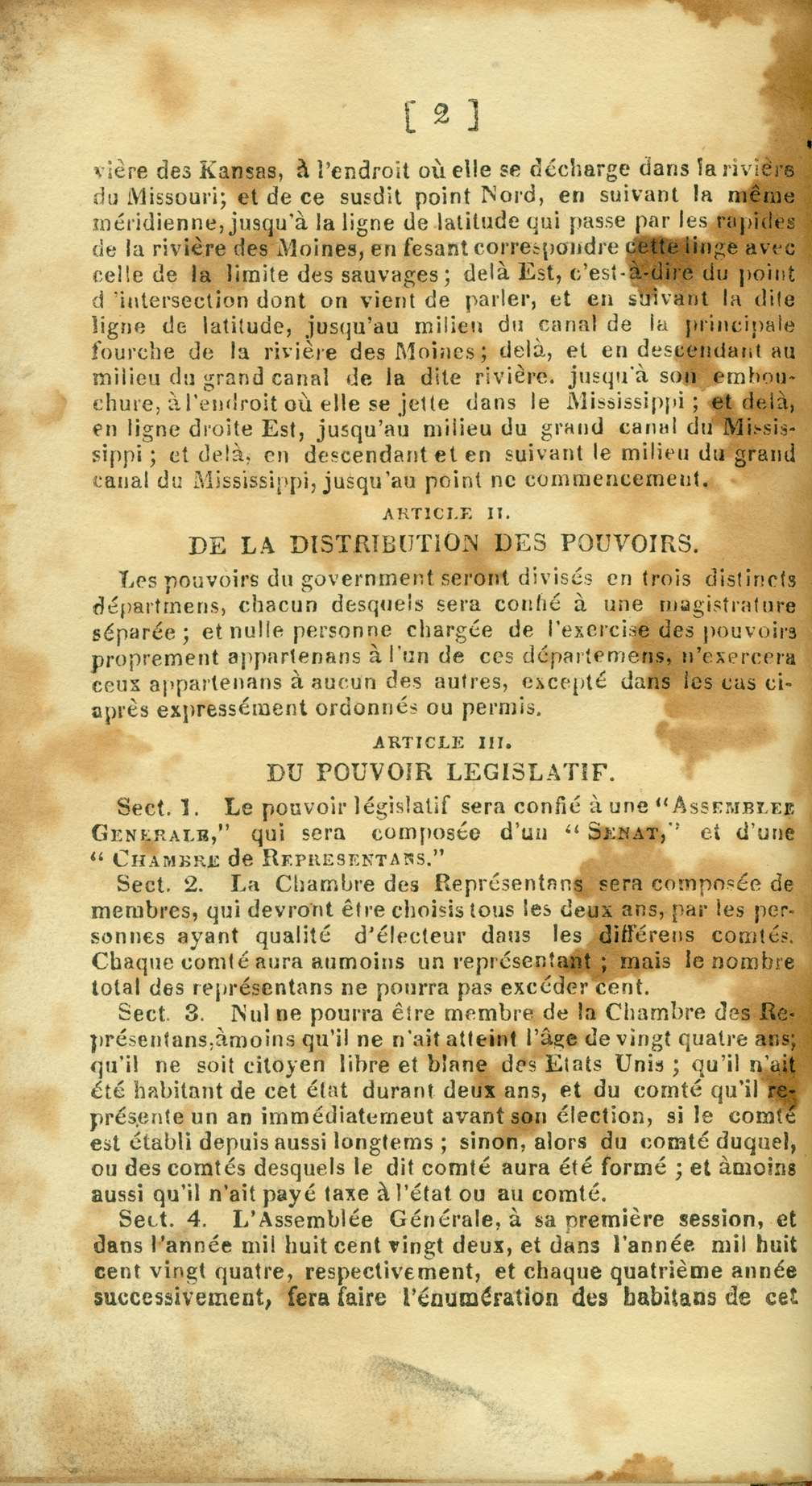
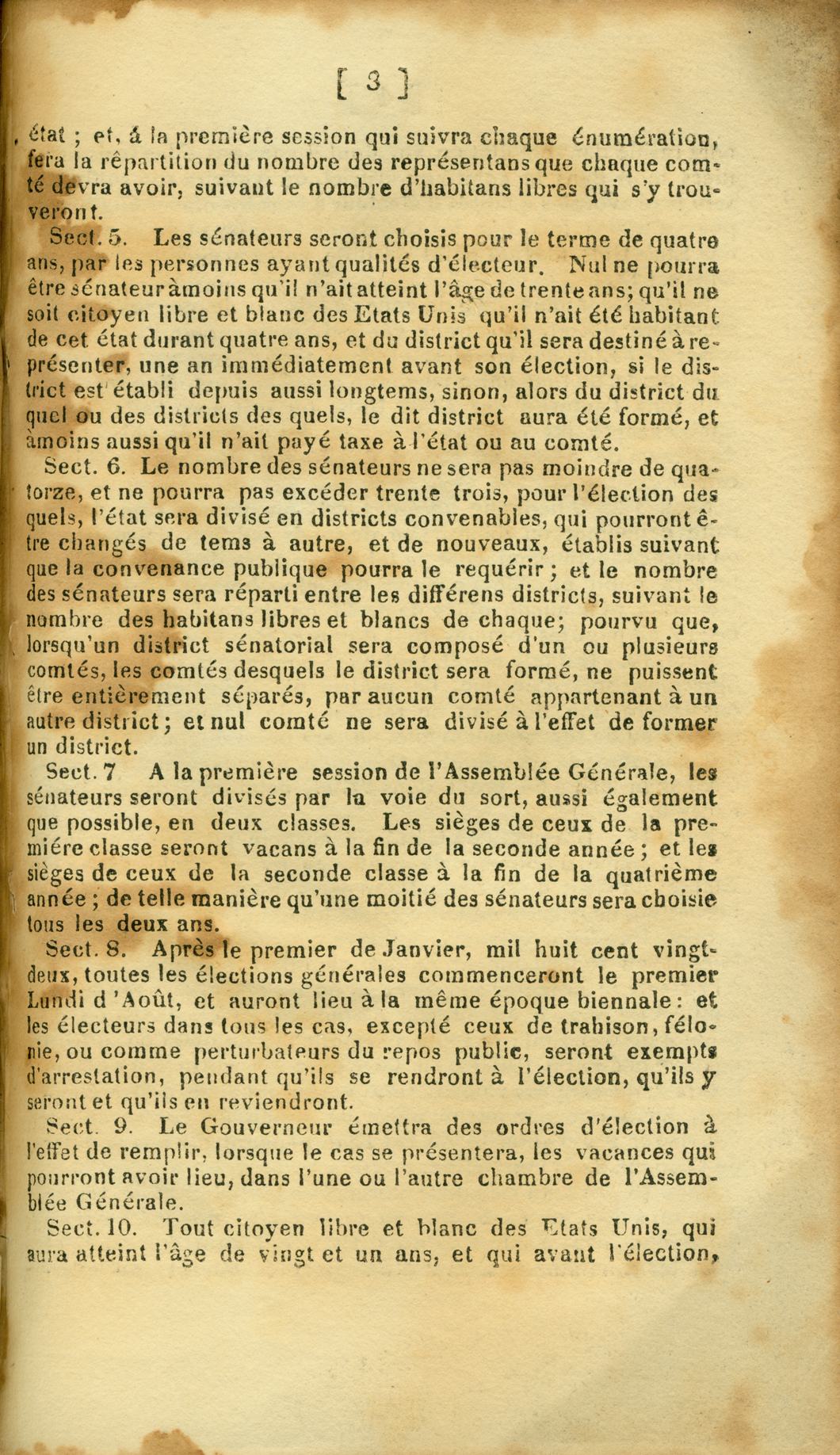
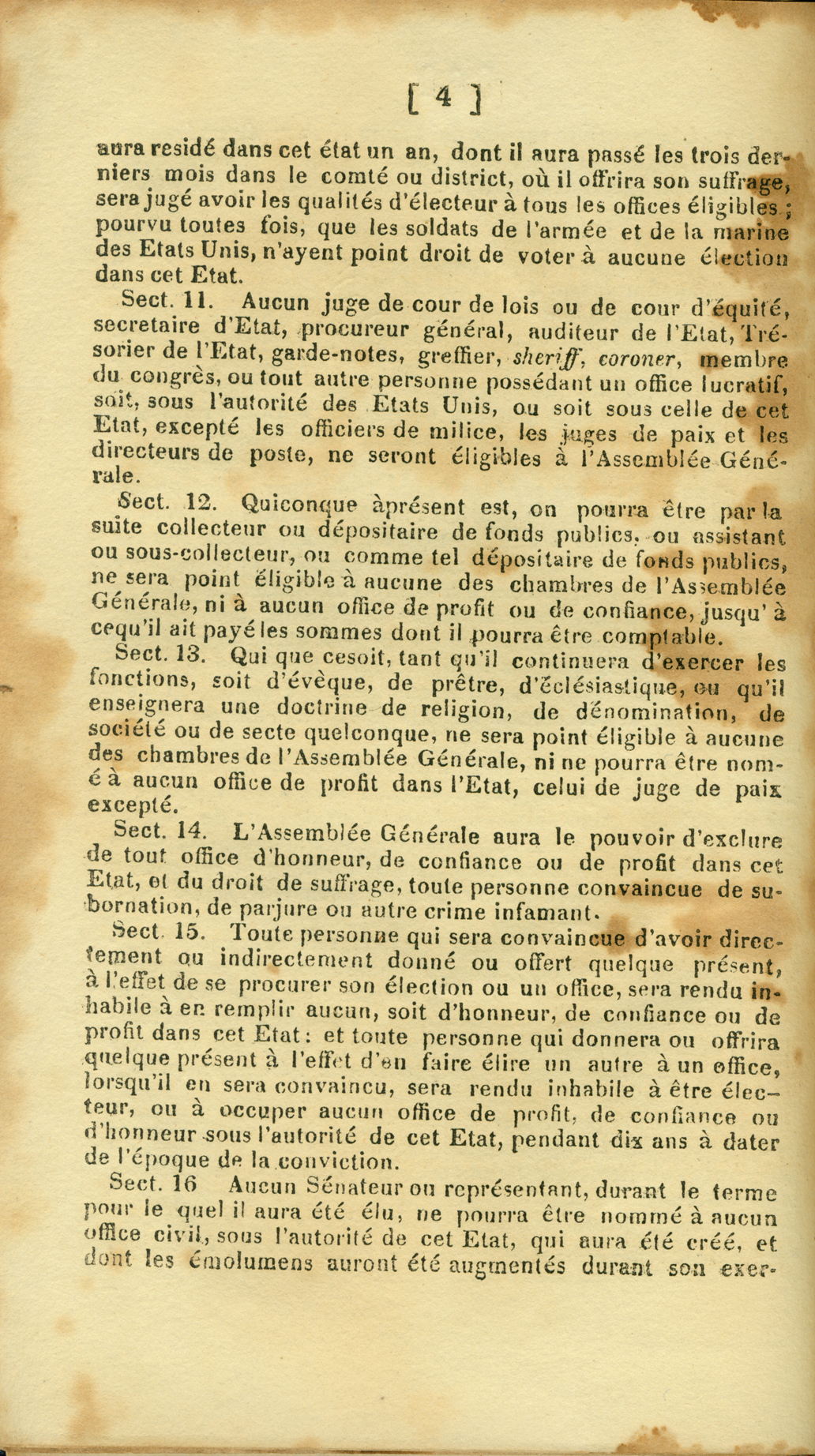
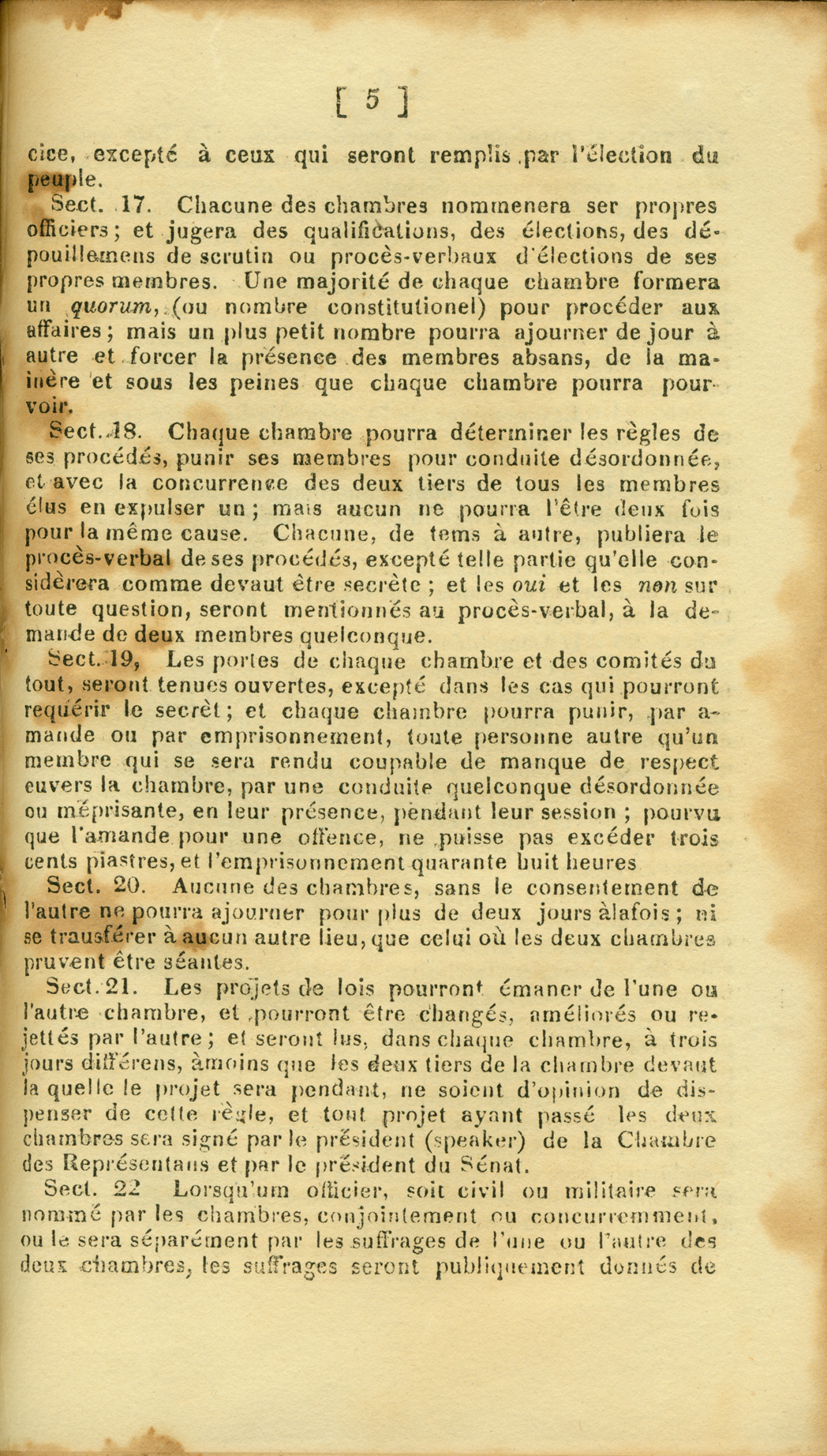
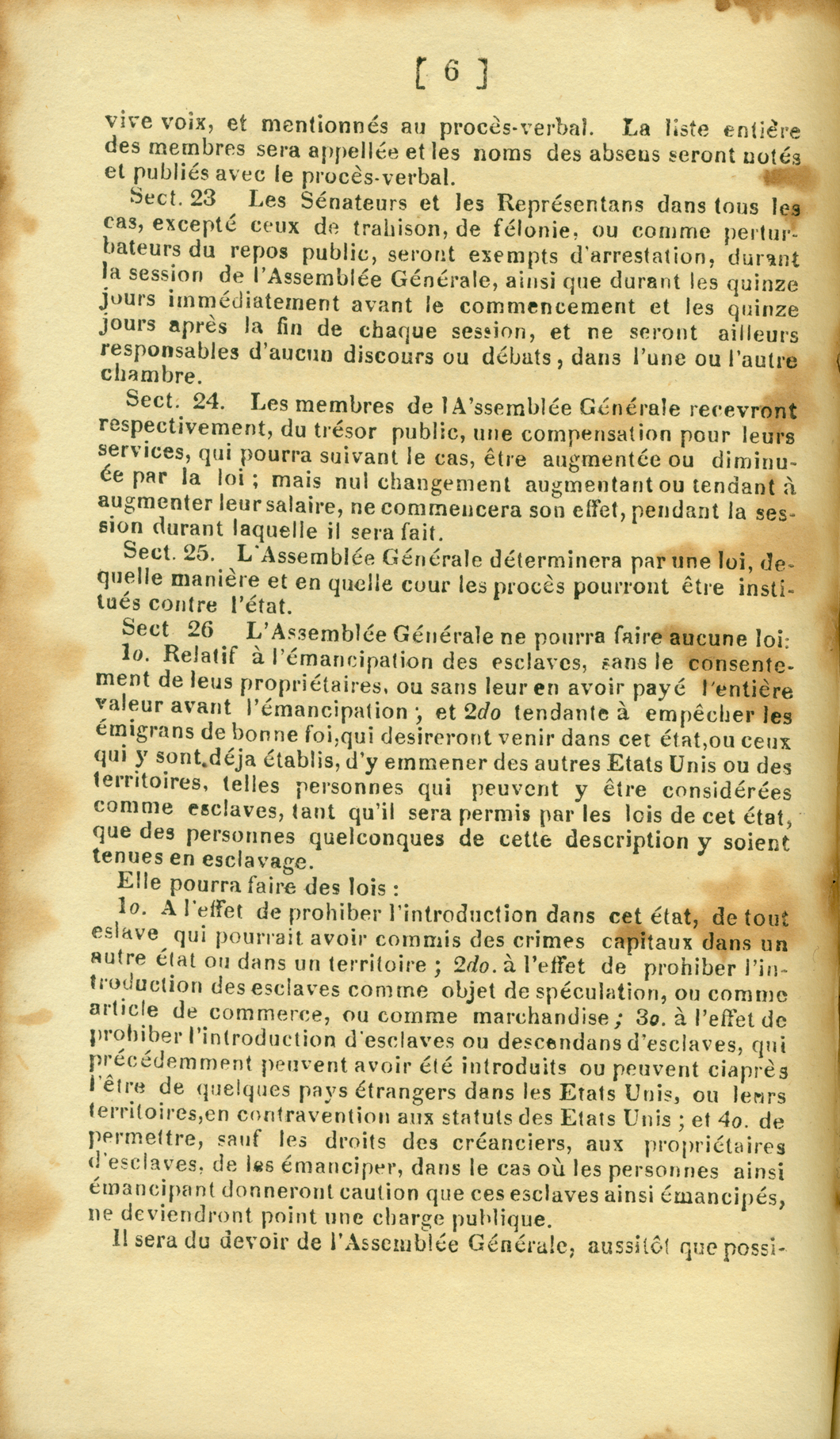
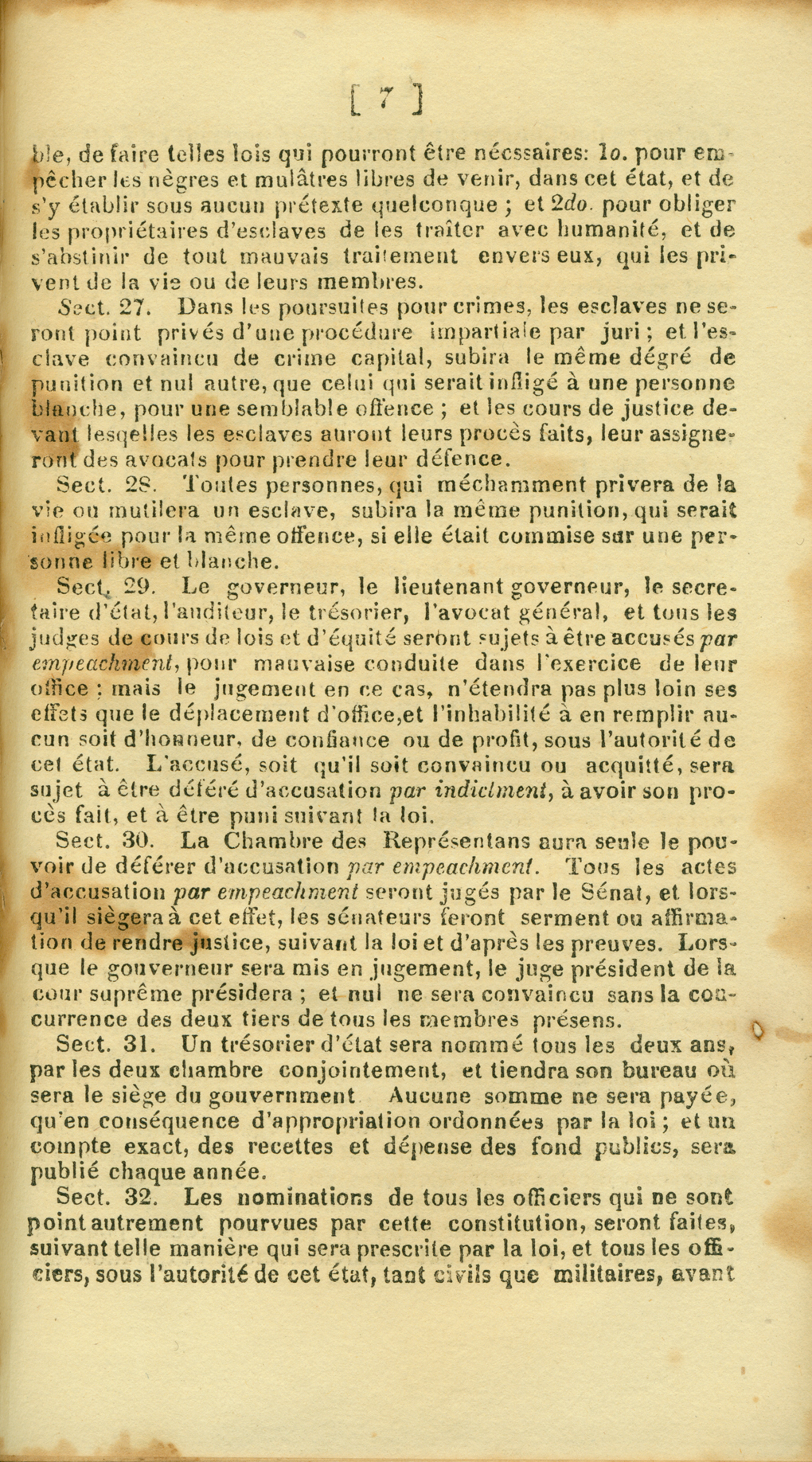
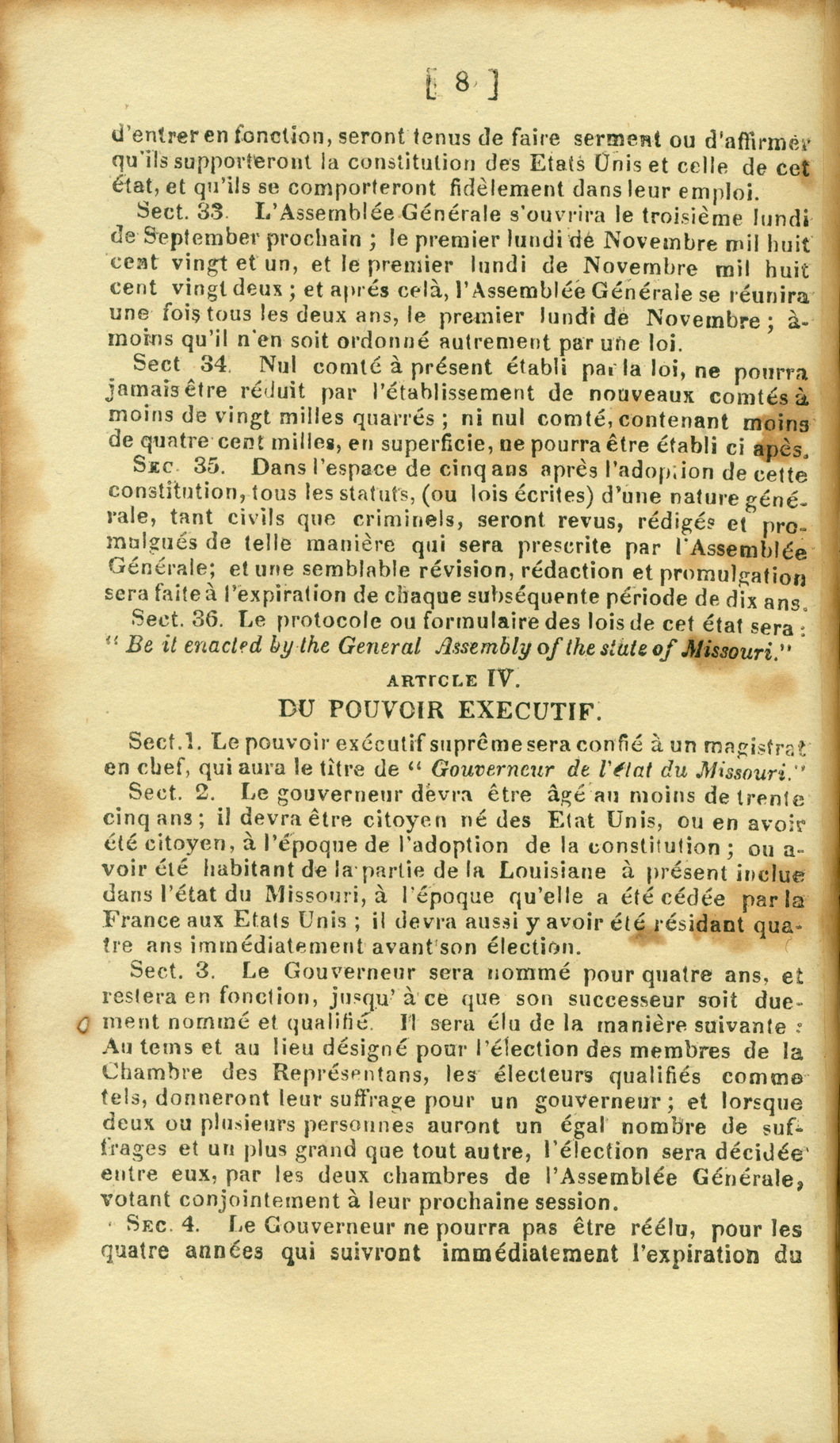
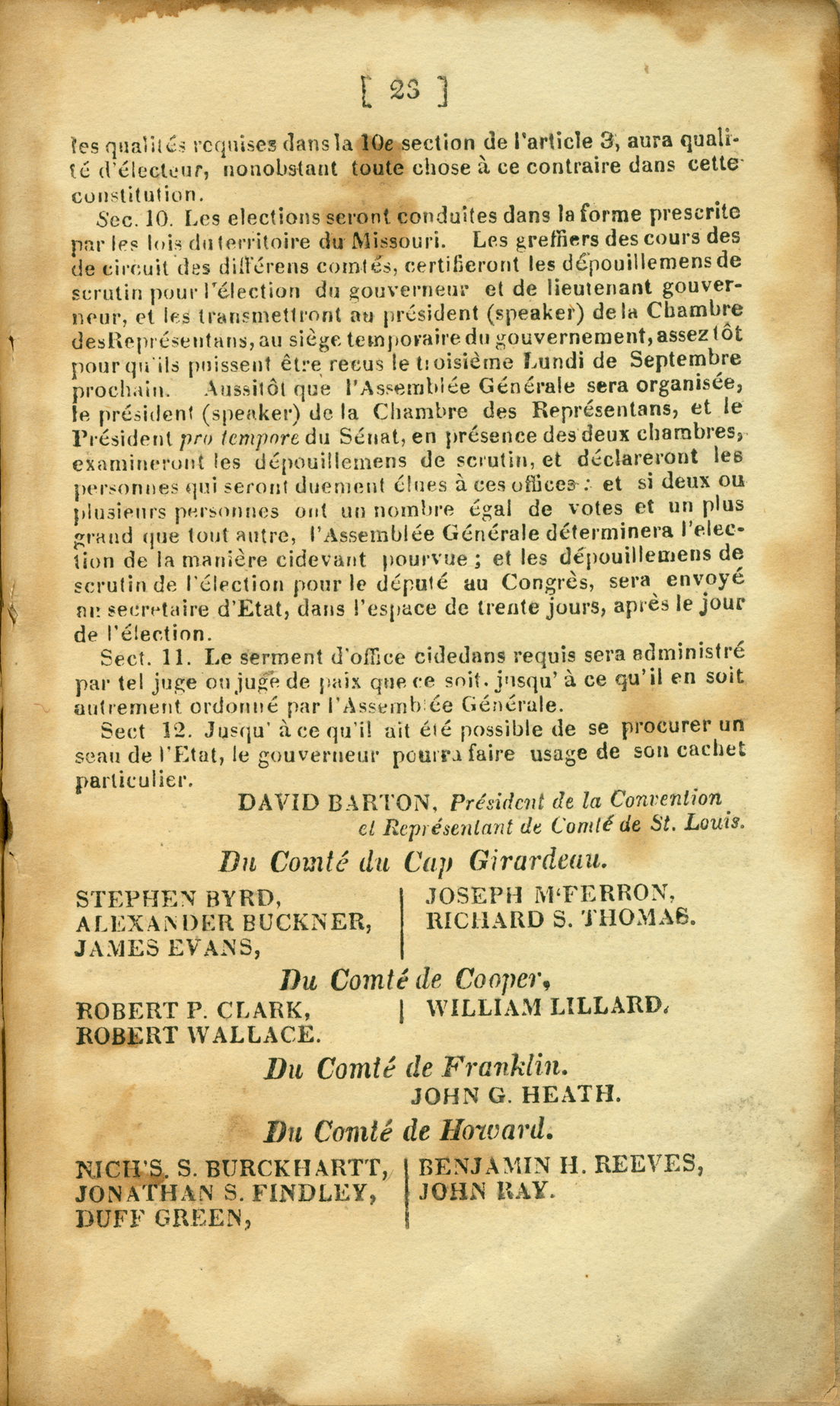
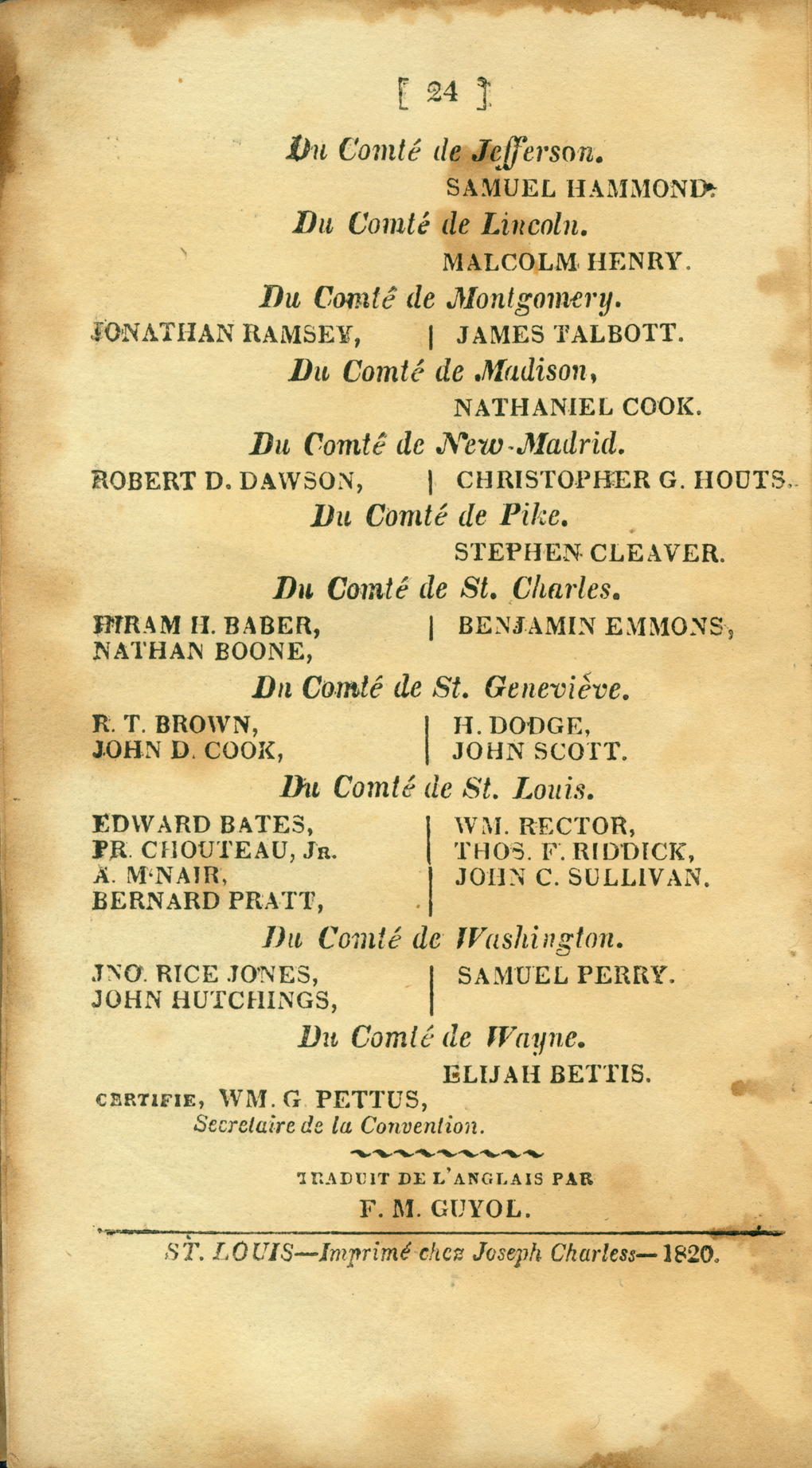
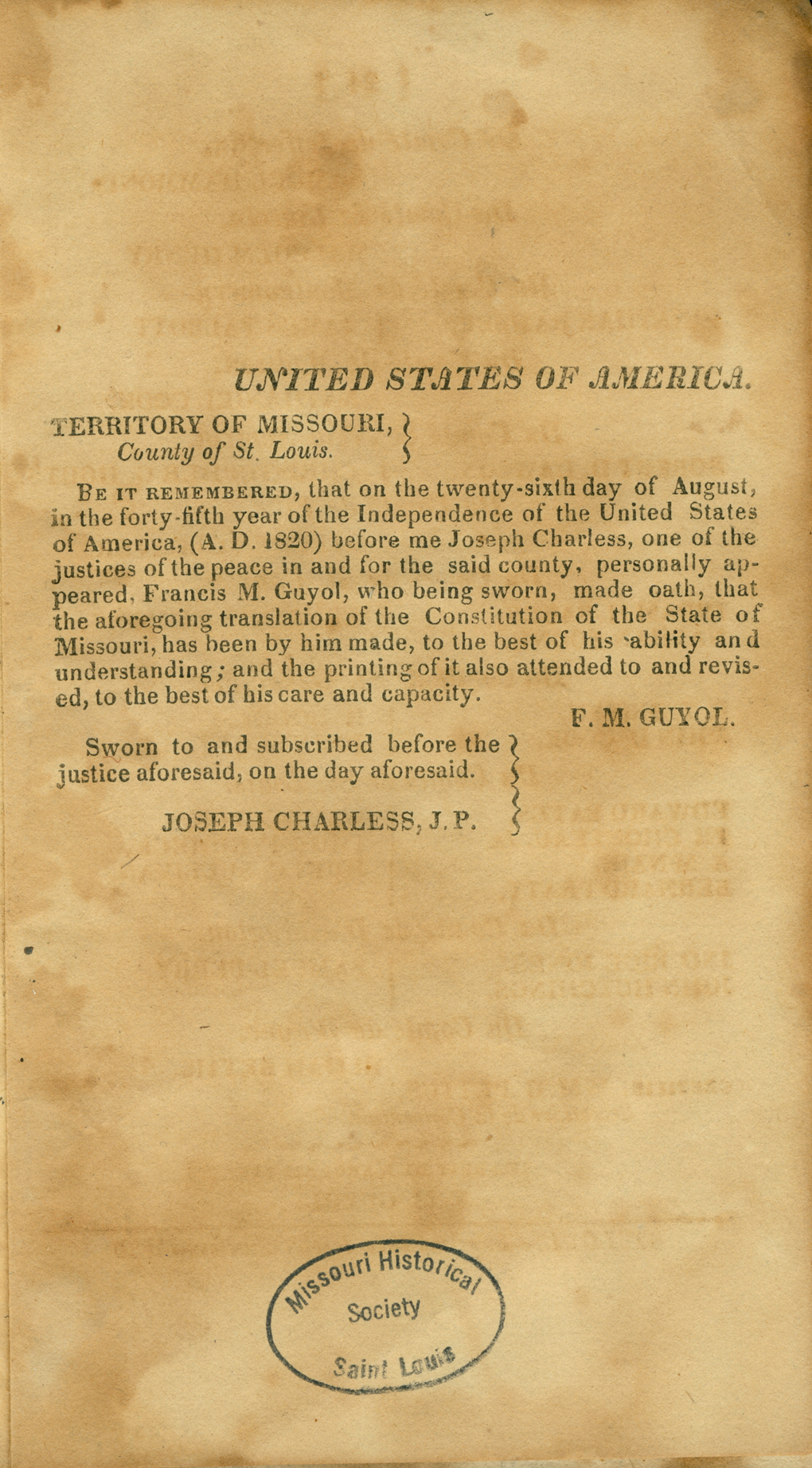

Après des débats houleux, un compromis est accepté le 2 mars 1820 à l’initiative d'Henry Clay, sénateur du Kentucky. Un nouvel État anti-esclavagiste, le Maine, est détaché du Massachusetts pour faire contrepoids au Missouri. Par ailleurs, il est convenu que les futurs États seront esclavagistes ou abolitionnistes selon qu’ils se situeront au sud ou au nord du 36° 30' parallèle (la frontière sud du Missouri).

## L'ère de la navigation à vapeur

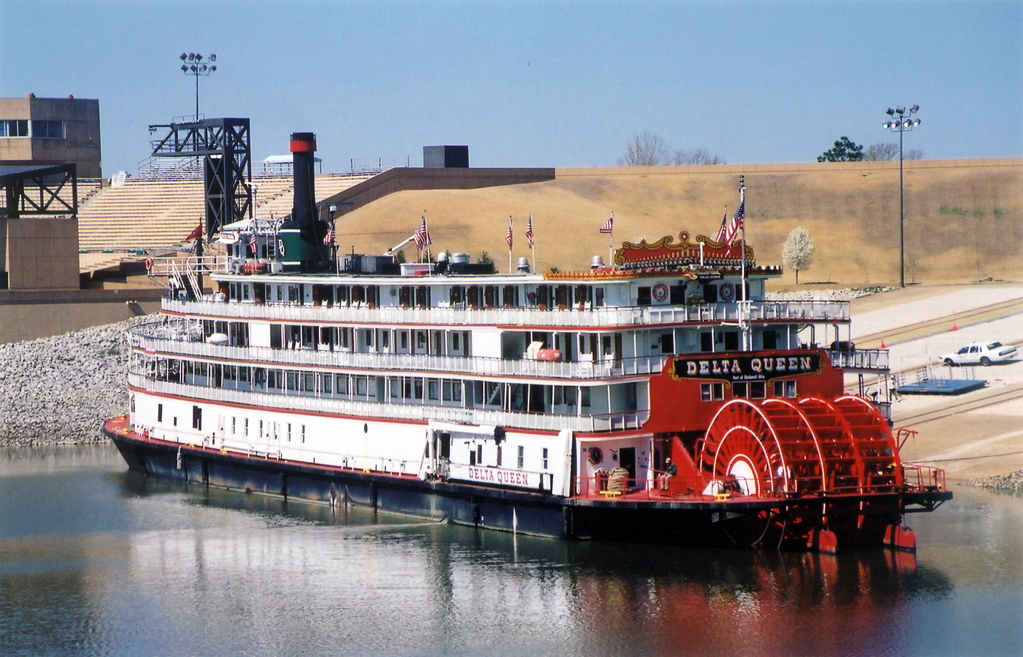
Le Delta Queen à Memphis (Tennessee)

La grande période des bateaux à vapeur s'ouvre en 1817 lorsque le Zebulon M. Pike arrive dans la ville de Saint-Louis, qui devient le dernier port sur le Mississippi, puis le deuxième port des États-Unis derrière celui de New York, au milieu du XIXe siècle. Les bateaux à vapeur, dotés de roues à aubes, permettaient de remonter le cours d'eau suffisamment loin pour rejoindre les colonies retirées du Dakota et du Montana. Au fil des années, des modifications naturelles de son lit et des aménagements humains, le Missouri voit son lit se déplacer peu à peu vers l'est. Un siècle et demi après, la rivière coule à plus de 800 mètres de lieu du naufrage du bateau vapeur Arabia, 52 mètres de long sur 8,80 mètres de large, doté de deux roues à aubes, dont l'épave a été retrouvée à environ 20 mètres sous la terre 
 et qui constitue un musée en elle-même, le navire était chargé de ravitailler 16 communes au moment de son naufrage le 5 septembre 1856.

## Mark Twain tombe amoureux de la région

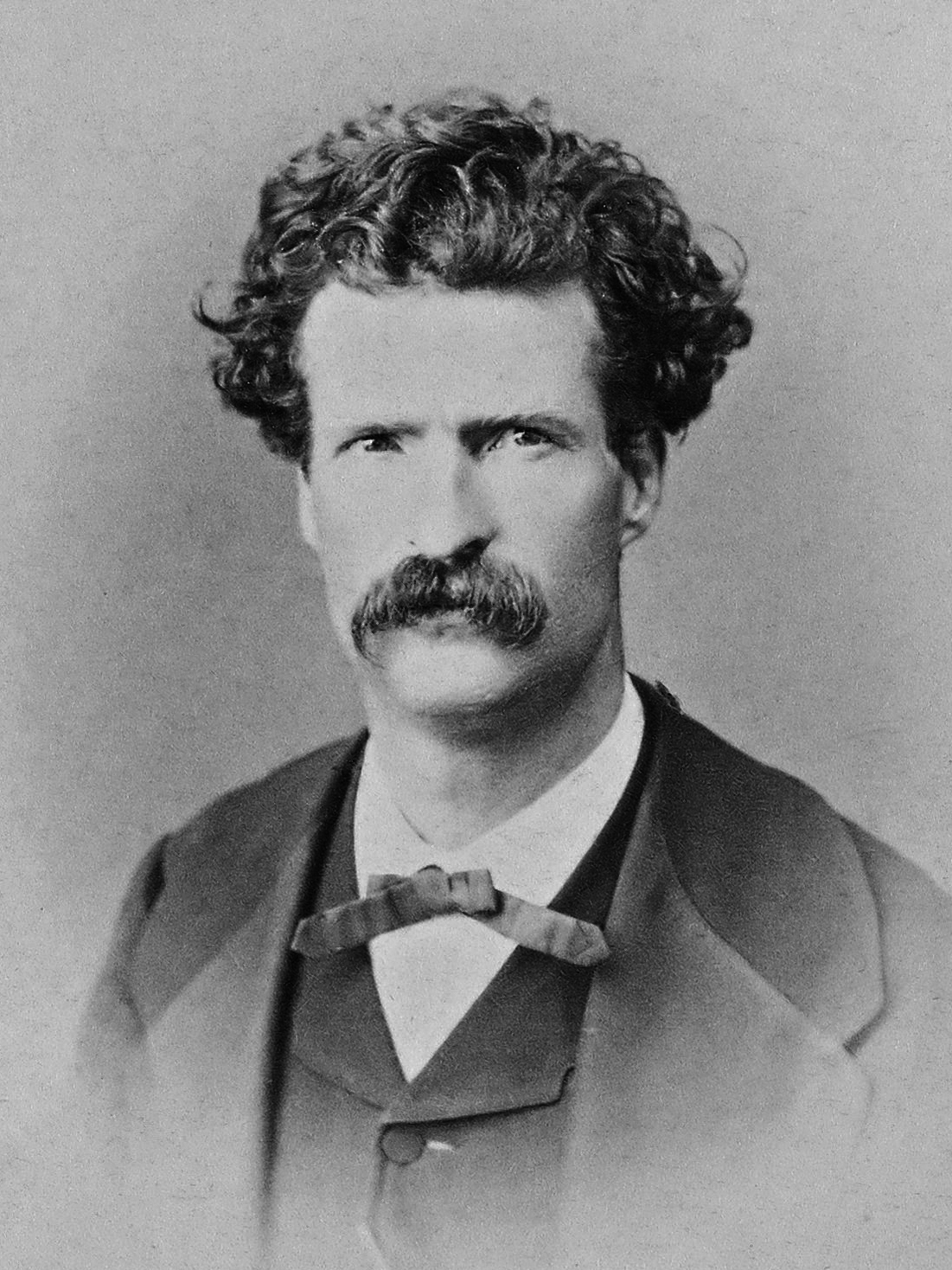
Mark Twain en 1867

C'est pendant L'ère de la navigation à vapeur dans la vallée du Mississippi-Missouri que le grand écrivain américain Mark Twain tombe amoureux de la région. Il s’embarque d'abord sur le Mississippi en direction de La Nouvelle-Orléans, avec l’intention probable de gagner l’Amazonie mais rencontre le pilote de bateau à vapeur Horace E. Bixby, qui le persuade d’épouser sa carrière puis lui offre son pseudonyme : alors qu'il tire la corde de sondage pour vérifier la profondeur du fleuve, son capitaine lui criait : « Mark Twain !, Mark Twain ! », c'est-à-dire : « Marque deux sondes ! ». Cela signifie « profondeur suffisante », dans le jargon anglais dit du safe water. Mark Twain travaille sur le Mississippi jusqu’au déclenchement de la guerre de Sécession en 1861 qui interrompt le trafic sur le fleuve. Profitant de la nomination de son frère Orion comme secrétaire d’État du Nevada, il prend la route du grand ouest le 28 juillet 1861.

## La guerre de sécession

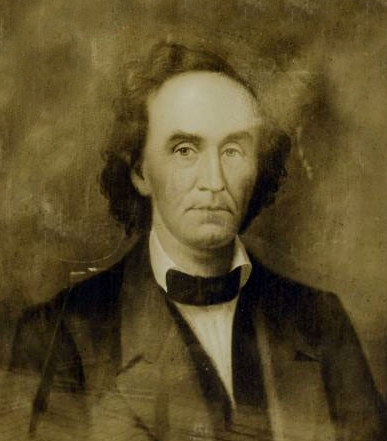
Le gouverneur Claiborne Fox Jackson.

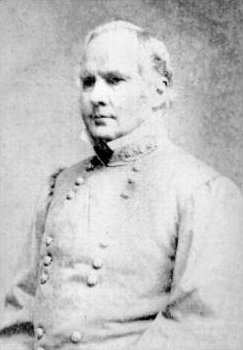
Le général Sterling Price.

Lors de l'élection de 1860, Claiborne Fox Jackson, un politicien de carrière et ardent partisan du Sud fut élu gouverneur du Missouri. Après son élection, Jackson a immédiatement commencé à travailler dans les coulisses pour promouvoir la sécession du Missouri, se préparant à saisir l'arsenal fédéral à Saint-Louis, de concert avec un groupe de  banquiers Missouri pour détourner illégalement de l'argent et armer les troupes de l'État, une mesure que l'Assemblée générale du Missouri avait jusqu'à présent refusé de prendre. Le gouvernement fédéral a réagi par le renforcement de la petite garnison de l'Arsenal en lui envoyant plusieurs détachements, notamment une force de la 2e d'infanterie commandée par le capitaine Nathaniel Lyon. Le 11 juin 1861, Lyon a rencontré le gouverneur Jackson et le général Sterling Price pour discuter de la possibilité de poursuivre la trêve entre les forces américaines et celles de l'État. Jackson demande que les forces fédérales respectent les frontières de Saint-Louis, et que les forces pro-unionistes de plusieurs villes du Missouri soient démantelées, mais Lyon refuse puis se lance à la poursuite du gouverneur Jackson et du général Price, lors des batailles de Boonville et de Carthage.

## La promotion des populations noires après la Seconde Guerre mondiale

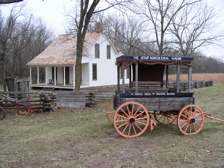
Le George Washington Carver National Monument, près de Diamond (Missouri), premier monument national dédié à un Noir américain.

Le Missouri est généralement considéré comme ayant fait des progrès très lents vers l'égalité des droits pour les Afro-Américains au cours de la période d'après-guerre. En raison de la Seconde Guerre mondiale, la population noire du Missouri avait augmenté et s'était concentrée dans les deux zones urbaines de Saint-Louis et Kansas City. En 1950, environ 154 500 Noirs vivaient dans la seule ville de Saint-Louis seul, représentant 18 % de la population, tandis que fortes concentrations étaient aussi établies le long des fleuves Missouri et du Mississippi. Dans les zones rurales, les Noirs vivaient dans un extrême pauvreté, par exemple à Cropperville, une communauté vestige des anciens métayers, où de nombreux habitants vivaient dans des tentes.
Plusieurs Missourians noirs ont réussi une ascension de l'échelle sociale durant la période d'après-guerre. Un parc national dédié au lieu de naissance de George Washington Carver un monument national en 1943, le premier dédié en l'honneur d'une personne noire. En 1945, les électeurs de Saint-Louis ont fait de JC Castron le premier homme noir élu au conseil échevinal. L'année suivante, la ville a aussi élu William A. Massingale à l'Assemblée législative, tandis que le président américain Dwight Eisenhower a nommé J. Ernest Wilkins, Sr. secrétaire adjoint américain du Travail en 1954.